# I Know What You Did Last Summer (canción)
«I Know What You Did Last Summer» (en español: Sé lo que hiciste el último verano)  es una canción del cantante canadiense Shawn Mendes y la cantante cubanomexicana Camila Cabello. Fue lanzado como el primer sencillo del 2015 de su versión nueva de su primer álbum de estudio, Handwritten (2015) a través de Island Records el 18 de noviembre de 2015. Alcanzó el top 20 en los EE. UU. Billboard Hot 100 y en el Canadian Hot 100. Mendes y Cabello promovieron la canción con varias actuaciones en televisión, incluyendo en The Tonight Show Starring Jimmy Fallon y los People's Choice Awards 2016.

## Antecedentes y lanzamiento
"I Know What You Did Last Summer" fue escrito tras bastidores espontáneamente en la gira mundial 1989 de Taylor Swift, en la que Mendes fue un acto de apertura y Cabello fue la invitada sorpresa, junto con su grupo Fifth Harmony. Mendes dijo en un vídeo dado a conocer acerca de la realización de la canción:

"Estábamos detrás del escenario. Había como 100 personas en mi vestidor en el momento, y era una locura volver allí, pero no tenía esta guitarra y yo estaba atascado, y que básicamente escribí un pre-coro y un coro en como 30 minutos ", "Y se planeó entrar al estudio, y fue como una sesión de estudio como de 11 horas en el que terminamos de escribir la canción."

Después de una presentación en vivo en Live with Kelly and Michael, Cabello comento:

"Estábamos tipo de atascados al cabo no nos dirigimos muy conscientemente a una canción. Es como que empezamos escupiendo melodías y poniendo letras a ello: No lo hicimos pensando que teníamos una canción".

Camila describe "I Know What You Did Last Summer", como "una conversación entre dos personas en una relación en la que se está muriendo, pero nadie quiere admitir que se está muriendo." 

## Composición
"I Know What You Did Last Summer"  contiene elementos de Bill Withers 1971 del sencillo "Ain't No Sunshine", créditos de composición de este modo se le dio a Withers. La canción se canta en la menor, con un tempo de 114 latidos por minuto y un compás de 4.

## Rendimiento comercial
"I Know What You Did Last Summer" debutó en el número noventa y siete en el Billboard Hot 100 el 5 de diciembre de 2015 y saltó al número cincuenta y cinco en la siguiente semana. En la semana que finalizó el 9 de enero de 2016 la canción saltó del número cuarenta y seis al número treinta y tres. La canción ha alcanzó su punto máximo en el número veinte de la lista el 30 de enero de 2016 convirtiéndose en el segundo top 20 de Mendes.

## Video musical
El vídeo musical para la canción fue lanzada el 20 de noviembre de 2015 y fue dirigido por Ryan Pallotta. En el video, Mendes y Cabello, de 17 años y 18, respectivamente, en el momento de la realización de la canción y la filmación del vídeo, son vistos caminando a través de un paisaje oscuro y desolado. Cabello cantando acerca de cómo engañó a Mendes y tratando de convencerlo de que ella no quería. Ellos siguen tratando de caminar para acercarse, pero no lo logran y se alejan. Ellos se ven a la intemperie una tormenta de arena, seguido de una tormenta de nieve y de una tormenta que culmina en un enfrentamiento de ellos, ya que tratan desesperadamente de reparar su relación.

## Presentaciones en vivo
Mendes y Cabello presentan por primera vez "I Know What You Did Last Summer" en vivo en Live with Kelly and Michael el 20 de noviembre de 2015. También realizaron la canción en The Late Late Show con James Corden el 24 de noviembre de 2015, y en Pitbull's New Year's Revolution el 31 de diciembre de 2015, en Miami, Florida. Mendes y Cabello cantaron de nuevo en The Tonight Show Starring Jimmy Fallon el 4 de enero de 2016.
Antes de presentarse con "Stitches", Mendes y Cabello cantaron"I Know What You Did Last Summer" en los People's Choice Awards 2016. También se presentaron juntos en The Ellen DeGeneres Show el 17 de febrero de 2016.

## Posicionamiento en listas
| Listas (2015–16)                              | Posiciones |
| --------------------------------------------- | ---------- |
| Australia (ARIA)                              | 33         |
| Bélgica (Flandes) (Ultratop 50)               | 21         |
| Bélgica (Valonia) (Ultratip Bubbling Under)   | 22         |
| Canadá (Canadian Hot 100)                     | 19         |
| República Checa (Rádio Top 100)               | 27         |
| Dinamarca (Tracklisten)                       | 21         |
| Francia (SNEP)                                | 192        |
| Alemania (Media Control AG)                   | 90         |
| Grecia Digital Songs (Billboard)              | 9          |
| Hungría (Rádiós Top 40)                       | 7          |
| Hungría (Single Top 40)                       | 26         |
| Irlanda (IRMA)                                | 42         |
| Italia (FIMI)                                 | 53         |
| Países Bajos (Dutch Top 40)                   | 12         |
| Países Bajos (Mega Single Top 100)            | 17         |
| Nueva Zelanda Heatseekers (Recorded Music NZ) | 1          |
| Noruega (VG-lista)                            | 18         |
| Polonia (Polish Airplay Top 100)              | 27         |
| Eslovaquia (Rádio Top 100)                    | 67         |
| Suecia (Sverigetopplistan)                    | 24         |
| Suiza (Schweizer Hitparade)                   | 51         |
| Reino Unido (UK Singles Chart)                | 42         |
| Estados Unidos (Billboard Hot 100)            | 20         |
| Estados Unidos (Adult Top 40)                 | 28         |
| Estados Unidos (Mainstream Top 40)            | 10         |

## Certificaciones
| País           | Organismo certificador | Certificación | Ventas    | Ref.   |
| -------------- | ---------------------- | ------------- | --------- | ------ |
| Australia      | ARIA                   | Platino       | 70 000    | [ 32 ] |
| Canadá         | Music Canada           | Platino       | 80 000    | [ 33 ] |
| Dinamarca      | IFPI — Dinamarca       | Oro           | 45 000    | [ 34 ] |
| Italia         | FIMI                   | Oro           | 25 000    | [ 35 ] |
| México         | AMPROFON               | Oro           | 30 000    | [ 36 ] |
| Nueva Zelanda  | RMNZ                   | Oro           | 15 000    | [ 37 ] |
| Noruega        | IFPI — Noruega         | Platino       | 10 000    | [ 38 ] |
| Suecia         | IFPI — Suecia          | Platino       | 40 000    | [ 39 ] |
| Reino Unido    | BPI                    | Oro           | 400 000   | [ 40 ] |
| Estados Unidos | RIAA                   | 2× Platino    | 2 000 000 | [ 41 ] |

## Premios y nominaciones
| Año  | Premiación                          | Categoría                | Resultado | Ref.          |
| ---- | ----------------------------------- | ------------------------ | --------- | ------------- |
| 2016 | iHeartRadio Much Music Video Awards | Vídeo del Año            | Nominado  | [ 42 ] [ 43 ] |
| 2016 | iHeartRadio Much Music Video Awards | Mejor Vídeo Pop          | Ganador   | [ 42 ] [ 43 ] |
| 2016 | iHeartRadio Much Music Video Awards | Vídeo Favorito           | Ganador   | [ 42 ] [ 43 ] |
| 2016 | Teen Choice Awards                  | Mejor Canción de Ruptura | Nominado  | [ 44 ]        |